# Староство (Литва)

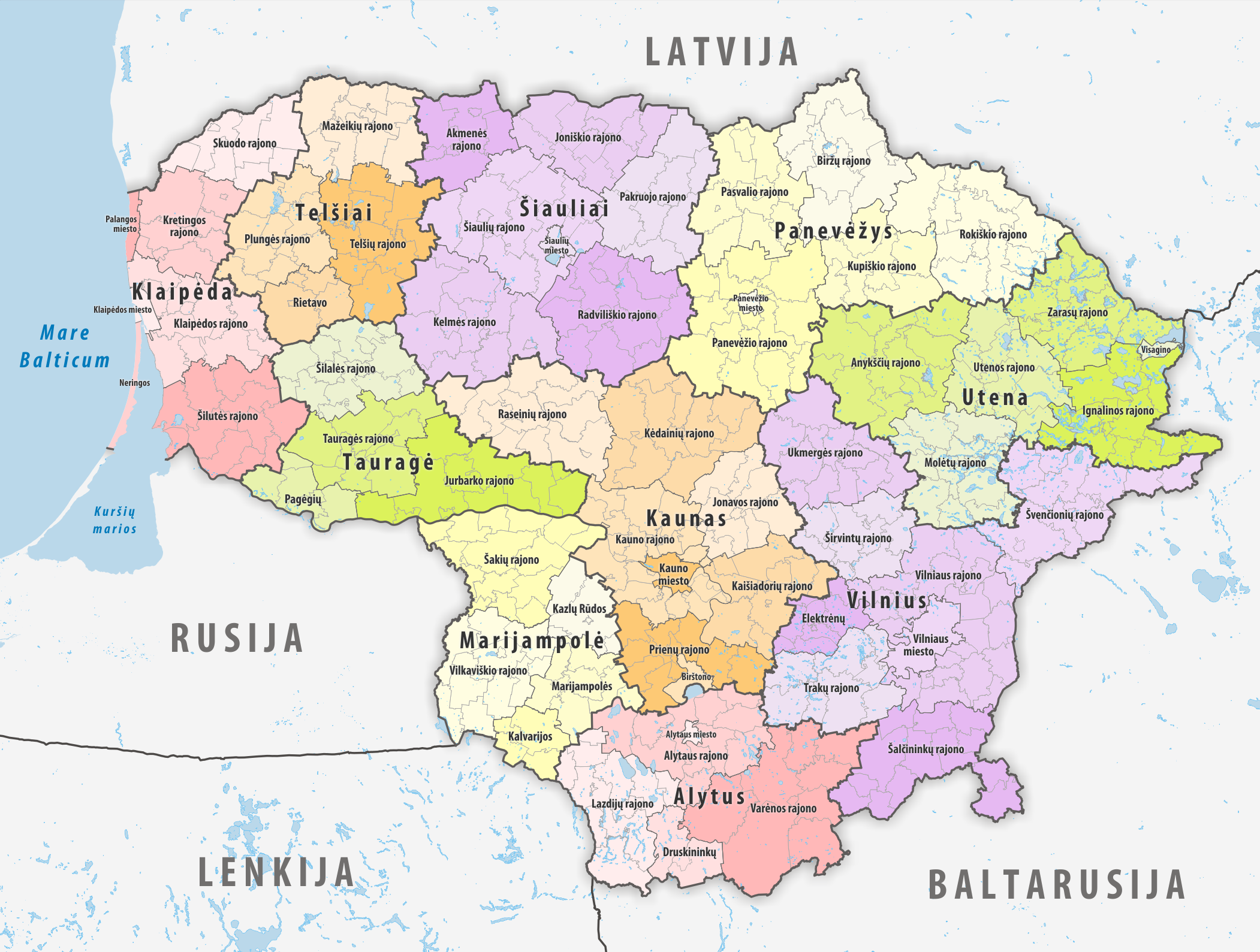
Литовські самоврядування, 2020 рік

Староство (сянюнія) (лит. seniūnija) — адміністративна одиниця другого рівня Литовської Республики. Сянюнії введено в 1994 році 7 липня згідно Закону про місцеве самоврядування Литовської республіки. 2020 року налічувалося 545 староств — на них поділяються як райони, так і міста, у тому числі і міські самоврядування Вільнюса (21 староство) та Каунаса (11 староств). Староства у свою чергу поділяються на сянюнайтії. Очолює сянюнію староста.
Староство займаються дрібними місцевими справами, такими як ремонт тротуарів і ґрунтових доріг, і ведуть облік усіх сімей, які проживають у староствах. Передумова концепції полягає в тому, що — на відміну від вищих адміністративних підрозділів —  староста (керівник староства) може мати час, щоб поговорити з кожною особою в старостві, яка цього хоче.
Сучасна Литва поділяється на 10 повітів, 60 самоврядувань, 546 староств і 3116 сянюнайтій. Староства функціонують як муніципальні округи. У містах до кожного округу староства обирається староста разом із мером міста.
У Великому князівстві Литовському цей термін стосувався значно більших адміністративних одиниць, таких як Жемайтійське староство, назва Жемайтійського князівства протягом 1422-1441 рр.